# Kuldscha lakearia
Kuldscha lakearia är en fjärilsart som beskrevs av Charles Oberthür 1883. Kuldscha lakearia ingår i släktet Kuldscha och familjen mätare. Inga underarter finns listade i Catalogue of Life.